# Il pianeta delle scimmie

Logo del franchise

Cesare e alcune scimmie nel secondo film della serie reboot

Il pianeta delle scimmie (Planet of the Apes) è un media franchise composto da film, serie televisive, libri, fumetti e videogiochi. È basato sul romanzo Il pianeta delle scimmie (La Planète des Singes) di Pierre Boulle, pubblicato per la prima volta nel 1963, in cui gli esseri umani si scontrano con scimmie intelligenti (Simius sapiens) per il controllo della Terra. L'adattamento cinematografico del 1968, Il pianeta delle scimmie, è stato un successo di critica e pubblico, dando il via a una serie di seguiti e opere derivate. Originariamente in mano a Arthur P. Jacobs, produttore dei primi film della serie, i diritti della serie sono andati alla 20th Century Fox a partire dal 1973.
Quattro sequel succedettero al film originale tra il 1970 e il 1973: L'altra faccia del pianeta delle scimmie, Fuga dal pianeta delle scimmie, 1999: conquista della Terra e Anno 2670 - Ultimo atto, a cui seguirono due serie televisive prodotte nel 1974 e nel 1975. I sequel non riscossero il successo del primo film, ma ottennero comunque un buon risultato commerciale. I piani per un rifacimento del film sono rimasti in fase di sviluppo per diversi anni prima dell'uscita, nel 2001, di Planet of the Apes - Il pianeta delle scimmie di Tim Burton. Dieci anni dopo è stato realizzato il reboot della serie con L'alba del pianeta delle scimmie, seguito da Apes Revolution - Il pianeta delle scimmie nel 2014, The War - Il pianeta delle scimmie nel 2017 e Il regno del pianeta delle scimmie nel 2024. I film hanno incassato complessivamente oltre 2 miliardi e mezzo di dollari in tutto il mondo, a fronte di un budget di circa 688 milioni di dollari.

## Sviluppo

### Il romanzo

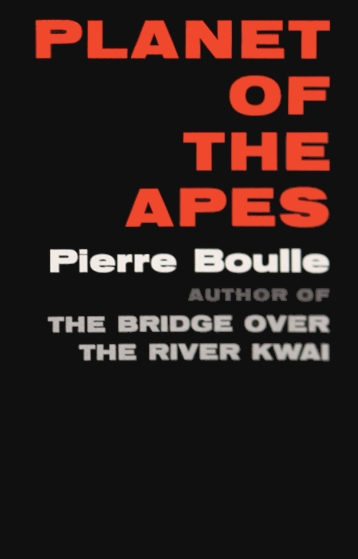
Copertina della prima edizione americana del romanzo di Boulle, intitolato Planet of the Apes (Il pianeta delle scimmie in italiano)

La serie è iniziata con il romanzo La Planète des Singes dello scrittore francese Pierre Boulle del 1963. Boulle ha scritto il romanzo in sei mesi dopo che le "espressioni umane" dei gorilla nello zoo lo hanno ispirato a contemplare il rapporto tra uomo e scimmia. La Planète des Singes è stata fortemente influenzata dai racconti fantastici di viaggi del XVIII e XIX secolo, in particolare i satirici I viaggi di Gulliver di Jonathan Swift. Boulle fa un uso realistico della scienza nel libro, con vari riferimenti a teorie scientifiche. La principale è la teoria darwiniana dell'evoluzione che viene ripresa e capovolta su Soror, dove sono le scimmie ad aver raggiunto il maggior grado evolutivo. Un'altra teoria utilizzata è la teoria della relatività. Tuttavia, Boulle ha rifiutato l'etichetta di fantascienza per il suo lavoro, definendola "fantasia sociale".
Il romanzo è una satira sociale e segue le vicende del giornalista francese Ulysse Mérou, che partecipa a un viaggio in un pianeta lontano dove gli uomini senza parole, ridotti come animali, vengono cacciati e schiavizzati da una società avanzata di scimmie. Alla fine Mérou scopre che gli esseri umani una volta dominavano il pianeta fino a che la loro compiacenza non permise alle scimmie più industriose di rovesciarlo. Il messaggio centrale del romanzo è che l'intelligenza umana non è una qualità fissa e può essere atrofizzata se presa per scontata. Boulle considerava il romanzo una delle sue opere minori, anche se si è rivelato un successo. Xan Fielding lo ha tradotto in inglese. È stato pubblicato nel Regno Unito come Monkey Planet e negli Stati Uniti come Planet of the Apes.

### Serie originale

#### I primi cinque film (1968-1973)

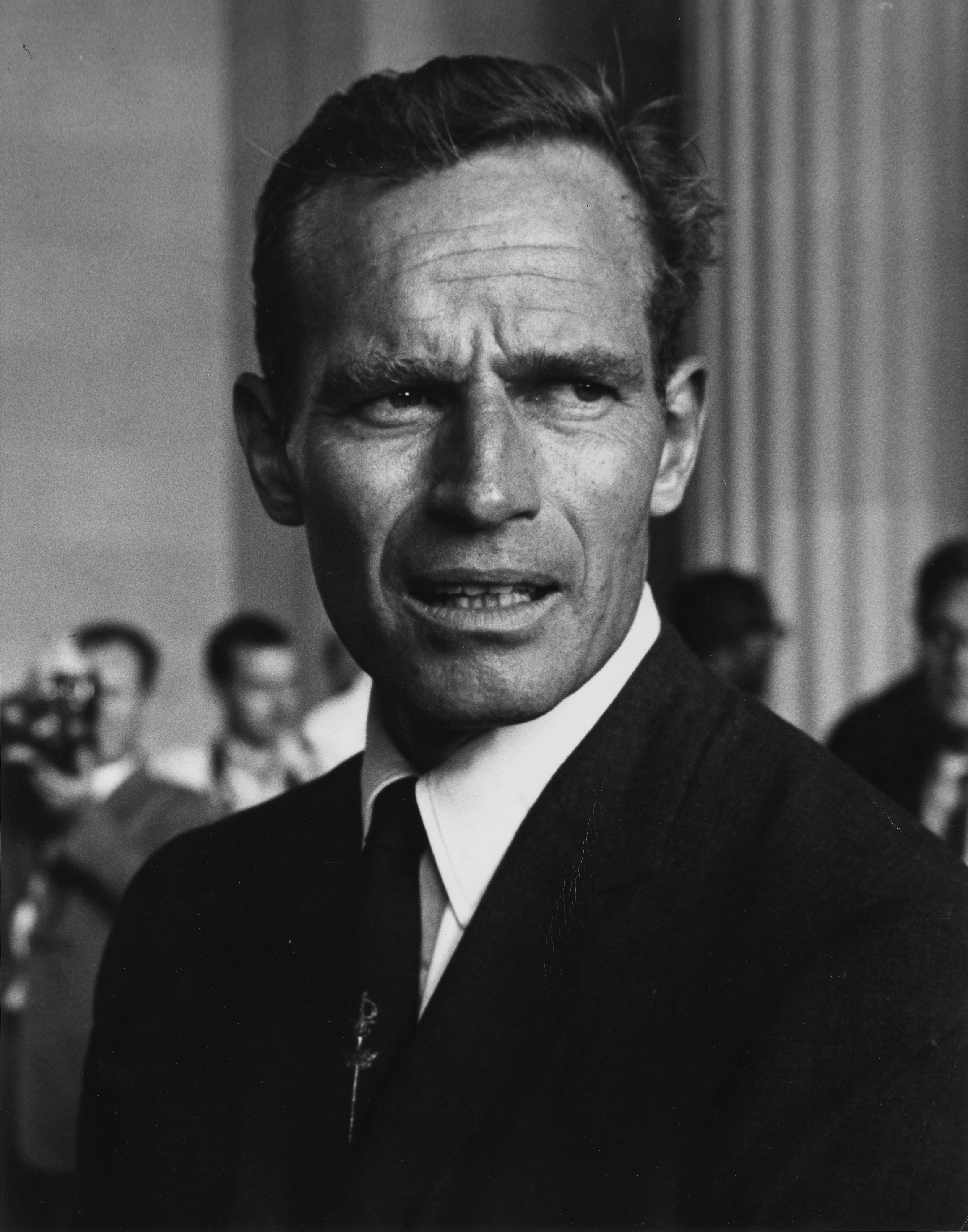
Charlton Heston ha interpretato l'astronauta George Taylor in due film della serie originale

I primi cinque film della saga (1968-1973), prodotti da Arthur P. Jacobs e distribuiti dalla 20th Century Fox, sono basati sul romanzo originale di Boulle. I film narrano della scomparsa dell'umanità e dell'ascesa di scimmie intelligenti ed evolute e sono narrati dal punto di vista dell'astronauta George Taylor (Charlton Heston), dell'astronauta John Brent (James Franciscus) e delle scimmie Zira (Kim Hunter), Cornelius (Roddy McDowall) e il loro figlio Cesare. Il primo film venne co-sceneggiato da Rod Serling, creatore delle serie tv Ai confini della realtà e Mistero in galleria.

#### Le serie televisive (1974-1975)
Il primo ciclo di film fu seguito da due serie tv durante gli anni '70. Il pianeta delle scimmie, una serie in live-action, debuttò nel 1974 negli Stati Uniti. La serie era ambientata all'incirca 900 anni prima del film originale in un mondo dove le scimmie erano al comando ma gli umani riuscivano ancora a parlare. Nel 1975 andò in onda Ritorno al pianeta delle scimmie, una serie animata slegata dagli altri film della serie.

### Remake

#### Prime ipotesi di un rilancio della saga
Il nuovo film della serie venne alla luce dopo un development hell molto intenso: le idee per un remake de Il pianeta delle scimmie risalgono agli anni '80, quando Adam Rifkin fu portato agli studios della 20th Century Fox col desiderio di realizzare un nuovo film sulle scimmie. Inizialmente, egli voleva creare un sequel che riprendesse direttamente dal finale del film originale, ignorando così i quattro sequel esistenti. Il suo film doveva chiamarsi Ritorno al pianeta delle scimmie e descriveva le scimmie in usanze e costumi greco-romani che combattevano contro una società di umani intelligenti, la stirpe dei protagonisti del classico del 1968, ispirandosi a film come Spartacus. Il progetto venne sospeso per via di contrasti creativi tra Rifkin e lo studio. In seguito, Peter Jackson volle adattare un progetto simile nel quale la società delle scimmie era modellata secondo la cultura rinascimentale e Roddy McDowall, l'attore che aveva impersonato Cornelius e Cesare nei film originali, era aperto all'idea di avere una parte nei panni di una scimmia dall'aspetto ispirato a Leonardo da Vinci. Jackson, però, si dedicò alla creazione di Creature del cielo e solo del 1998 decise di riprendere il progetto, per poi mollarlo di nuovo quando la morte di McDowall gli tolse l'entusiasmo.
Nel corso degli anni novanta, svariati registi proposero di realizzare un nuovo adattamento del romanzo di Pierre Boulle, scritto da Terry Hayes (che ha lavorato sui seguiti di Mad Max), il quale intitolò il suo progetto Il ritorno delle scimmie. Questi furono Oliver Stone, Sam Raimi, Chuck Russell e James Cameron i quali mollarono per dedicarsi ad altri progetti e per varie vicissitudini con la Fox. Nel 1998 Sam Hamm mise a punto una sceneggiatura secondo la quale i personaggi del classico del 1968 venivano riproposti in chiave moderna all'interno di una trama abbastanza fedele al romanzo originale. "La prima metà del copione assomiglia poco al libro, ma un sacco di roba nella seconda metà proviene direttamente da esso, o direttamente ispirata da esso".
Il copione di Sam Hamm racconta di un'astronave pilotata da un orango in tuta spaziale che precipita sulla Terra liberando un virus che infetta le donne facendo loro partorire neonati deformi. I due protagonisti, la dottoressa Susan Landis, che lavora per la CDC, e Alexander Troy, uno scienziato della JPL, riparano la nave e con essa ripercorrono la traiettoria raggiungendo il pianeta delle scimmie, sul quale incontrano Zira, una veterinaria, Cornelius, fidanzato segreto di lei e animalista controverso che ha organizzato una colonia nascosta nella Zona Proibita per la salvaguardia degli umani, e Zaius, lo spietato e celeberrimo leader del pianeta. La società delle scimmie è comandata dagli oranghi, i quali usano di nascosto della tecnologia avanzata appartenuta alla civiltà di uomini intelligenti che popolavano il pianeta in un'epoca antica (prima di estinguersi per via della stessa peste che affligge la Terra; i selvaggi che le scimmie trattano come animali sono la stirpe di coloro sopravvissuti alla peste che hanno generato un sistema immunitario per contrastare il virus, ma questo li rese primitivi) per catturare le trasmissioni dalla Terra imitandone la tecnologia e usanze culturali. Dopo svariate vicissitudini, Susan e Troy scoprono la cura con l'aiuto dei due scimpanzé e riescono a tornare sulla Terra dopo aver eliminato Zaius e la sua armata di gorilla. A causa della distorsione temporale per via del viaggio alla velocità della luce, giungono nel futuro quand'è troppo tardi e la Terra è ormai popolata da scimmie. Nella scena finale viene descritta la Statua della Libertà con l'orrenda faccia sorridente di una scimmia scolpita sul volto.
Il film doveva essere prodotto e diretto da Chris Columbus e il makeup delle scimmie curato da Stan Winston. In seguito Columbus abbandonò il progetto per realizzare Una promessa è una promessa e fu richiamato James Cameron, il quale rifiutò per dedicarsi a Titanic. Ai Fratelli Hughes venne proposta una nuova direzione, ma rifiutarono per la realizzazione de La vera storia di Jack lo squartatore - From Hell.

#### Il film di Tim Burton (2001)

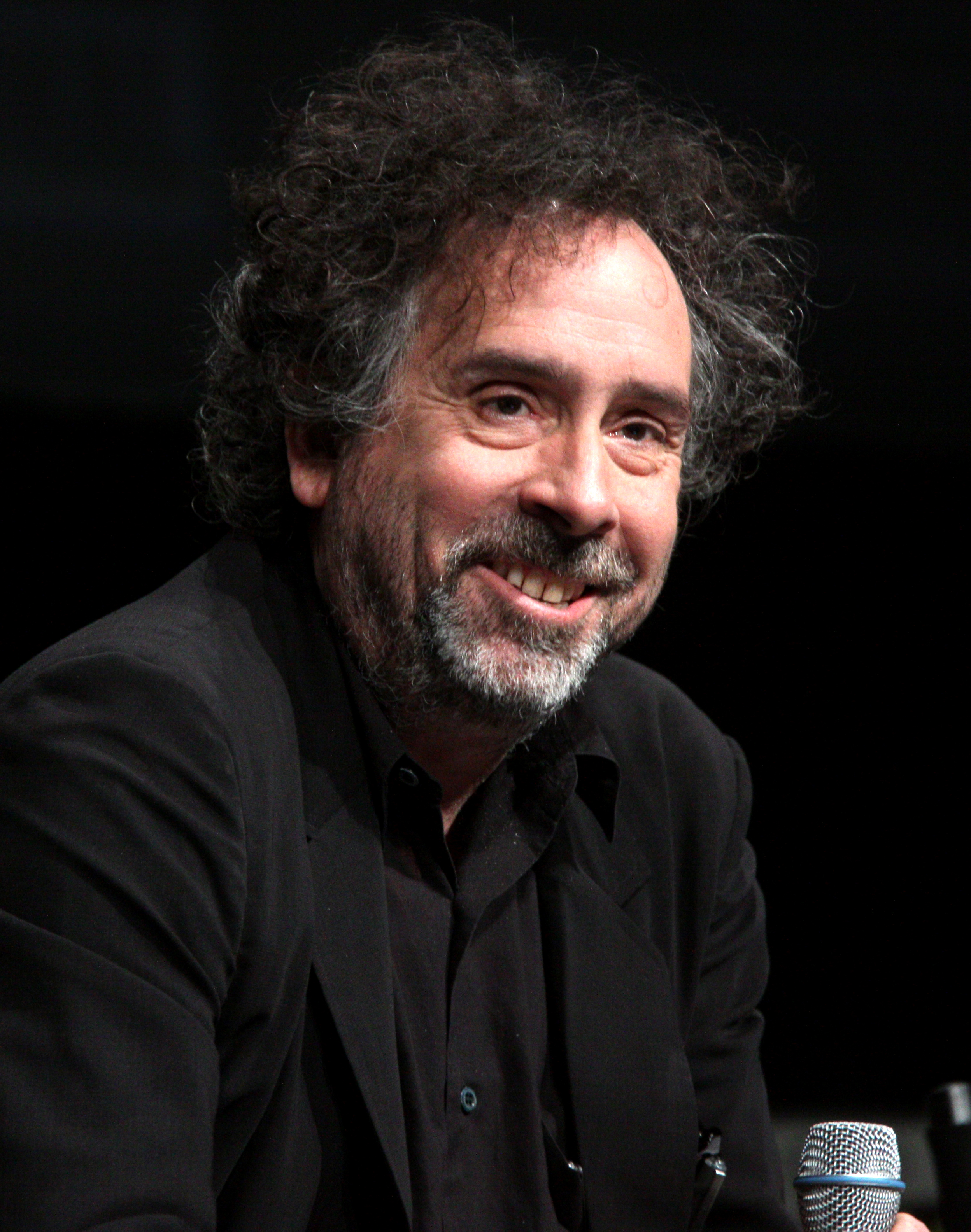
Tim Burton, il regista di Planet of the Apes - Il pianeta delle scimmie, remake del 2001

Verso la fine del 1999, lo sceneggiatore William Broyles Jr. accettò di scrivere un nuovo copione quando la Fox gli diede il controllo creativo totale. Il copione di Broyles descriveva Ashlar come il pianeta delle scimmie e catturò l'attenzione di Tim Burton, il quale accettò di dirigere il film nel 2000. La Fox tagliò il budget per la realizzazione del copione di Broyles, quindi furono chiamati Lawrence Konner e Mark Rosenthal (gli sceneggiatori di Superman IV) per modificare la sceneggiatura. Danny Elfman compose la colonna sonora mentre il makeup fu affidato a Rick Baker, il quale aveva già lavorato con Burton in Ed Wood. Le riprese iniziarono nell'ottobre del 2000 e terminarono nell'aprile del 2001. La direzione del film fu molto difficile per Burton, che era costantemente messo alle strette con la Fox che restringeva i tempi per filmare le scene e da Konner e Rosenthal, i quali continuavano a riscrivere e modificare il copione durante le riprese.
Nel 2001 uscì Planet of the Apes - Il pianeta delle scimmie, remake dell'originale del 1968. Diretto da Tim Burton, il film si distanzia molto dal libro di Boulle e usa nuovi effetti speciali e make-up per le scimmie.

### Serie reboot

#### La trilogia di Cesare (2011-2017)
Nel 2011 uscì un nuovo film della saga, L'alba del pianeta delle scimmie, diretto da Rupert Wyatt, prequel e reboot della serie originale. Il film è interpretato da James Franco e narra la ribellione delle scimmie, guidata dallo scimpanzé, geneticamente modificato, Cesare (Andy Serkis). Rappresenta la prima pellicola di una nuova serie di film. Il seguito, Apes Revolution - Il pianeta delle scimmie, uscì l'11 luglio 2014 negli Stati Uniti e il 30 luglio in Italia; è diretto da Matt Reeves e interpretato nuovamente da Andy Serkis. Nel gennaio 2014 Reeves venne confermato anche per il sequel del film, di cui scriverà la sceneggiatura insieme a Mark Bomback. Peter Chernin, Rick Jaffa e Amanda Silver figurano come produttori. Il film intitolato The War - Il pianeta delle scimmie uscì nel luglio 2017.

#### La trilogia di Noa (2024-)
Nell'agosto 2017 fu annunciato un quarto film, Il regno del pianeta delle scimmie, uscito nel 2024.

## Film
| Il pianeta delle scimmie                      | 8 febbraio 1968 | Franklin J. Schaffner | Michael Wilson, Rod Serling                             | Arthur P. Jacobs                                                  |
| L'altra faccia del pianeta delle scimmie      | 27 maggio 1970  | Ted Post              | Paul Dehn, Mort Abrahams                                | Arthur P. Jacobs                                                  |
| Fuga dal pianeta delle scimmie                | 21 maggio 1971  | Don Taylor            | Paul Dehn                                               | Arthur P. Jacobs                                                  |
| 1999: conquista della Terra                   | 14 giugno 1972  | J. Lee Thompson       | Paul Dehn                                               | Arthur P. Jacobs                                                  |
| Anno 2670 - Ultimo atto                       | 23 maggio 1973  | J. Lee Thompson       | John William Corrington, Joyce Hooper Corrington        | Arthur P. Jacobs                                                  |
| Remake                                        |                 |                       |                                                         |                                                                   |
| Planet of the Apes - Il pianeta delle scimmie | 27 luglio 2001  | Tim Burton            | William Broyles Jr., Lawrence Konner, Mark Rosenthal    | Richard D. Zanuck                                                 |
| Serie reboot                                  |                 |                       |                                                         |                                                                   |
| Trilogia di Cesare                            |                 |                       |                                                         |                                                                   |
| L'alba del pianeta delle scimmie              | 5 agosto 2011   | Rupert Wyatt          | Rick Jaffa e Amanda Silver                              | Peter Chernin, Dylan Clark, Rick Jaffa, Amanda Silver             |
| Apes Revolution - Il pianeta delle scimmie    | 11 luglio 2014  | Matt Reeves           | Mark Bomback, Rick Jaffa, Amanda Silver                 | Peter Chernin, Dylan Clark, Rick Jaffa, Amanda Silver             |
| The War - Il pianeta delle scimmie            | 14 luglio 2017  | Matt Reeves           | Mark Bomback, Matt Reeves                               | Peter Chernin, Dylan Clark, Rick Jaffa, Amanda Silver             |
| Trilogia dell picchiatello                    |                 |                       |                                                         |                                                                   |
| Il regno del pianeta delle scimmie            | 10 maggio 2024  | Wes Ball              | Patrick Aison, Josh Friedman, Rick Jaffa, Amanda Silver | Wes Ball, Rick Jaffa, Amanda Silver, Joe Hartwick Jr., Jason Reed |

## Personaggi e interpreti
Questa sezione include i personaggi che sono apparsi nella serie:
- La cella vuota e grigia scura indica che il personaggio non è presente nel film.
- A indica un'apparizione attraverso filmati o audio d'archivio.
- C indica un cameo.
- P indica un'apparizione in fotografie sullo schermo.
- V indica un ruolo solo vocale.

| Personaggio                     | Serie originale          | Serie originale                          | Serie originale                | Serie originale             | Serie originale         | Remake                                        | Serie reboot                     | Serie reboot                               | Serie reboot                       | Serie reboot                       |
| Personaggio                     | Il pianeta delle scimmie | L'altra faccia del pianeta delle scimmie | Fuga dal pianeta delle scimmie | 1999: conquista della Terra | Anno 2670 - Ultimo atto | Planet of the Apes - Il pianeta delle scimmie | L'alba del pianeta delle scimmie | Apes Revolution - Il pianeta delle scimmie | The War - Il pianeta delle scimmie | Il regno del pianeta delle scimmie |
| Umani                           | Umani                    | Umani                                    | Umani                          | Umani                       | Umani                   | Umani                                         | Umani                            | Umani                                      | Umani                              | Umani                              |
| ------------------------------- | ------------------------ | ---------------------------------------- | ------------------------------ | --------------------------- | ----------------------- | --------------------------------------------- | -------------------------------- | ------------------------------------------ | ---------------------------------- | ---------------------------------- |
| George Taylor                   | Charlton Heston          | Charlton Heston                          | Charlton HestonA               |                             |                         |                                               |                                  |                                            |                                    |                                    |
| Nova / Mae                      | Linda Harrison           | Linda Harrison                           |                                |                             |                         |                                               |                                  |                                            | Amiah Miller                       | Freya Allan                        |
| Brent                           |                          | James Franciscus                         |                                |                             |                         |                                               |                                  |                                            |                                    |                                    |
| Mendez                          |                          | Paul Richards                            |                                |                             |                         |                                               |                                  |                                            |                                    |                                    |
| Albina                          |                          | Natalie Trundy                           |                                |                             |                         |                                               |                                  |                                            |                                    |                                    |
| Skipper                         |                          | Tod Andrews                              |                                |                             |                         |                                               |                                  |                                            |                                    |                                    |
| Dr. Lewis Dixon                 |                          |                                          | Bradford Dillman               |                             |                         |                                               |                                  |                                            |                                    |                                    |
| Dr. Stephanie "Stevie" Branton  |                          |                                          | Natalie Trundy                 |                             |                         |                                               |                                  |                                            |                                    |                                    |
| Dr. Otto Hasslein               |                          |                                          | Eric Braeden                   |                             |                         |                                               |                                  |                                            |                                    |                                    |
| Armando                         |                          |                                          | Ricardo Montalbán              | Ricardo Montalbán           |                         |                                               |                                  |                                            |                                    |                                    |
| Governor Breck                  |                          |                                          |                                | Don Murray                  |                         |                                               |                                  |                                            |                                    |                                    |
| MacDonald                       |                          |                                          |                                | Hari Rhodes                 |                         |                                               |                                  |                                            |                                    |                                    |
| Kolp                            |                          |                                          |                                | Severn Darden               | Severn Darden           |                                               |                                  |                                            |                                    |                                    |
| MacDonald                       |                          |                                          |                                |                             | Austin Stoker           |                                               |                                  |                                            |                                    |                                    |
| Mendez                          |                          |                                          |                                |                             |                         | Paul Stevens                                  |                                  |                                            |                                    |                                    |
| Jake                            |                          |                                          |                                |                             | Michael Stearns         |                                               |                                  |                                            |                                    |                                    |
| Leo Davidson                    |                          |                                          |                                |                             |                         | Mark Wahlberg                                 |                                  |                                            |                                    |                                    |
| Daena                           |                          |                                          |                                |                             |                         | Estella Warren                                |                                  |                                            |                                    |                                    |
| Birn                            |                          |                                          |                                |                             |                         | Luke Eberl                                    |                                  |                                            |                                    |                                    |
| Will Rodman                     |                          |                                          |                                |                             |                         |                                               | James Franco                     | James FrancoA                              |                                    |                                    |
| Caroline Aranha                 |                          |                                          |                                |                             |                         |                                               | Freida Pinto                     |                                            |                                    |                                    |
| John Landon                     |                          |                                          |                                |                             |                         |                                               | Brian Cox                        |                                            |                                    |                                    |
| Steven Jacobs                   |                          |                                          |                                |                             |                         |                                               | David Oyelowo                    |                                            |                                    |                                    |
| Charles Rodman                  |                          |                                          |                                |                             |                         |                                               | John Lithgow                     |                                            |                                    |                                    |
| Dodge Landon                    |                          |                                          |                                |                             |                         |                                               | Tom Felton                       |                                            |                                    |                                    |
| Malcolm                         |                          |                                          |                                |                             |                         |                                               |                                  | Jason Clarke                               |                                    |                                    |
| Dreyfus                         |                          |                                          |                                |                             |                         |                                               |                                  | Gary Oldman                                |                                    |                                    |
| Ellie                           |                          |                                          |                                |                             |                         |                                               |                                  | Keri Russell                               |                                    |                                    |
| Alexander                       |                          |                                          |                                |                             |                         |                                               |                                  | Kodi Smit-McPhee                           |                                    |                                    |
| Carver                          |                          |                                          |                                |                             |                         |                                               |                                  | Kirk Acevedo                               |                                    |                                    |
| Werner                          |                          |                                          |                                |                             |                         |                                               |                                  | Jocko Sims                                 |                                    |                                    |
| McVeigh                         |                          |                                          |                                |                             |                         |                                               |                                  | Kevin Rankin                               |                                    |                                    |
| Finney                          |                          |                                          |                                |                             |                         |                                               |                                  | Keir O'Donnell                             |                                    |                                    |
| Colonnello J. Wesley McCullough |                          |                                          |                                |                             |                         |                                               |                                  |                                            | Woody Harrelson                    |                                    |
| Predicatore                     |                          |                                          |                                |                             |                         |                                               |                                  |                                            | Gabriel Chavarria                  |                                    |
| Trevathan                       |                          |                                          |                                |                             |                         |                                               |                                  |                                            |                                    | William H. Macy                    |
| Korina                          |                          |                                          |                                |                             |                         |                                               |                                  |                                            |                                    | Dichen Lachman                     |
| Scimmie                         |                          |                                          |                                |                             |                         |                                               |                                  |                                            |                                    |                                    |
| Cornelius                       | Roddy McDowall           | David Watson                             | Roddy McDowall                 |                             | Roddy McDowallP         |                                               |                                  |                                            | Devyn Dalton                       |                                    |
| Dr. Zira                        | Kim Hunter               | Kim Hunter                               | Kim Hunter                     |                             | Kim HunterP             |                                               |                                  |                                            |                                    |                                    |
| Dr. Zaius                       | Maurice Evans            | Maurice Evans                            |                                |                             |                         | Charlton Heston                               |                                  |                                            |                                    |                                    |
| Generale Ursus                  |                          | James Gregory                            |                                |                             |                         |                                               |                                  |                                            |                                    |                                    |
| Cesare                          |                          |                                          | Walker EdmistonV               | Roddy McDowall              | Roddy McDowall          |                                               | Andy Serkis                      | Andy Serkis                                | Andy Serkis                        |                                    |
| Lisa                            |                          |                                          |                                | Natalie Trundy              | Natalie Trundy          |                                               |                                  |                                            |                                    |                                    |
| Generale Aldo                   |                          |                                          |                                | David Chow                  | Claude Akins            |                                               |                                  |                                            |                                    |                                    |
| Virgilio                        |                          |                                          |                                |                             | Paul Williams           |                                               |                                  |                                            |                                    |                                    |
| Ari                             |                          |                                          |                                |                             |                         | Helena Bonham Carter                          |                                  |                                            |                                    |                                    |
| Generale Thade                  |                          |                                          |                                |                             |                         | Tim Roth                                      |                                  |                                            |                                    |                                    |
| Colonnello Attar                |                          |                                          |                                |                             |                         | Michael Clarke Duncan                         |                                  |                                            |                                    |                                    |
| Krull                           |                          |                                          |                                |                             |                         | Cary-Hiroyuki Tagawa                          |                                  |                                            |                                    |                                    |
| Limbo                           |                          |                                          |                                |                             |                         | Paul Giamatti                                 |                                  |                                            |                                    |                                    |
| Nova                            |                          |                                          |                                |                             |                         | Lisa Marie                                    |                                  |                                            |                                    |                                    |
| Maurice                         |                          |                                          |                                |                             |                         |                                               | Karin Konoval                    | Karin Konoval                              | Karin Konoval                      | Karin KonovalC                     |
| Koba                            |                          |                                          |                                |                             |                         |                                               | Christopher Gordon               | Toby Kebbell                               | Toby Kebbell                       |                                    |
| Rocket                          |                          |                                          |                                |                             |                         |                                               | Terry Notary                     | Terry Notary                               | Terry Notary                       |                                    |
| Cornelia                        |                          |                                          |                                |                             |                         |                                               | Devyn Dalton                     | Judy Greer                                 | Judy Greer                         |                                    |
| Occhi blu                       |                          |                                          |                                |                             |                         |                                               |                                  | Nick Thurston                              | Max Lloyd-Jones                    |                                    |
| Ash                             |                          |                                          |                                |                             |                         |                                               |                                  | Doc Shaw                                   |                                    |                                    |
| Grey                            |                          |                                          |                                |                             |                         |                                               |                                  | Lee Ross                                   |                                    |                                    |
| Scimmia cattiva                 |                          |                                          |                                |                             |                         |                                               |                                  |                                            | Steve Zahn                         |                                    |
| Red                             |                          |                                          |                                |                             |                         |                                               |                                  |                                            | Ty Olsson                          |                                    |
| Lake                            |                          |                                          |                                |                             |                         |                                               |                                  |                                            | Sara Canning                       |                                    |
| Luca                            |                          |                                          |                                |                             |                         |                                               |                                  |                                            | Michael Adamthwaite                |                                    |
| Winter                          |                          |                                          |                                |                             |                         |                                               |                                  |                                            | Aleks Paunovic                     |                                    |
| Noa                             |                          |                                          |                                |                             |                         |                                               |                                  |                                            |                                    | Owen Teague                        |
| Proximus Cesare                 |                          |                                          |                                |                             |                         |                                               |                                  |                                            |                                    | Kevin Durand                       |
| Raka                            |                          |                                          |                                |                             |                         |                                               |                                  |                                            |                                    | Peter Macon                        |
| Soona                           |                          |                                          |                                |                             |                         |                                               |                                  |                                            |                                    | Lydia Peckham                      |
| Anaya                           |                          |                                          |                                |                             |                         |                                               |                                  |                                            |                                    | Travis Jeffery                     |
| Dar                             |                          |                                          |                                |                             |                         |                                               |                                  |                                            |                                    | Sara Wiseman                       |
| Koro                            |                          |                                          |                                |                             |                         |                                               |                                  |                                            |                                    | Neil Sandilands                    |
| Sylva                           |                          |                                          |                                |                             |                         |                                               |                                  |                                            |                                    | Eka Darville                       |
| Fulmine                         |                          |                                          |                                |                             |                         |                                               |                                  |                                            |                                    | Ras-Samuel A'abzgi                 |

## Accoglienza

### Incassi
- La cella grigia indica che il dato non è disponibile

| Film                                          | Data di uscita USA | Incassi ($)  | Incassi ($)    | Incassi ($) | Classifica   | Classifica | Budget ($) |
| Film                                          | Data di uscita USA | Nord America | Internazionale | Mondiale    | Nord America | Mondiale   | Budget ($) |
| --------------------------------------------- | ------------------ | ------------ | -------------- | ----------- | ------------ | ---------- | ---------- |
| Il pianeta delle scimmie                      | 8 febbraio 1968    | 32589624     | —              | 150000      | 2 328        | —          | 5800000    |
| L'altra faccia del pianeta delle scimmie      | 27 maggio 1970     | 18999718     | —              | 150000      | 3 301        | —          | 4670000    |
| Fuga dal pianeta delle scimmie                | 21 maggio 1971     | 12348905     | —              | 150000      | 4 089        | —          | 2060000    |
| 1999: conquista della Terra                   | 14 giugno 1972     | 9043472      | —              | 150000      | 4 555        | —          | 1700000    |
| Anno 2670 - Ultimo atto                       | 23 maggio 1973     | 8844595      | —              | 150000      | 4 581        | —          | 1710000    |
| Planet of the Apes - Il pianeta delle scimmie | 27 luglio 2001     | 180011740    | 182200000      | 362211740   | 215          | 282        | 100000     |
| L'alba del pianeta delle scimmie              | 5 agosto 2011      | 176760185    | 305040688      | 481800873   | 235          | 184        | 93000      |
| Apes Revolution - Il pianeta delle scimmie    | 11 luglio 2014     | 208545589    | 502098977      | 710644566   | 167          | 90         | 170000     |
| The War - Il pianeta delle scimmie            | 14 luglio 2017     | 146880162    | 343839601      | 490719763   | 419          | 453        | 150000     |
| Il regno del pianeta delle scimmie            | 10 maggio 2024     | 171130165    | 226247985      | 397378150   | 333          | 361        | 160000     |
| Totale                                        | Totale             | 965154155    | 1559427251     | 2592755092  |              |            | 688940000  |

### Critica
- La cella grigia indica che il dato non è disponibile

| Film                                          | Rotten Tomatoes      | Metacritic         | CinemaScore |
| --------------------------------------------- | -------------------- | ------------------ | ----------- |
| Il pianeta delle scimmie                      | 90% (49 recensioni)  | 79 (14 recensioni) | —           |
| L'altra faccia del pianeta delle scimmie      | 41% (22 recensioni)  | 46 (9 recensioni)  | —           |
| Fuga dal pianeta delle scimmie                | 78% (23 recensioni)  | 69 (9 recensioni)  | —           |
| 1999: conquista della Terra                   | 44% (18 recensioni)  | 49 (6 recensioni)  | —           |
| Anno 2670 - Ultimo atto                       | 38% (24 recensioni)  | 40 (5 recensioni)  | —           |
| Planet of the Apes - Il pianeta delle scimmie | 45% (156 recensioni) | 50 (34 recensioni) | B-          |
| L'alba del pianeta delle scimmie              | 81% (252 recensioni) | 68 (39 recensioni) | A-          |
| Apes Revolution - Il pianeta delle scimmie    | 90% (283 recensioni) | 79 (48 recensioni) | A-          |
| The War - Il pianeta delle scimmie            | 93% (251 recensioni) | 82 (50 recensioni) | A-          |
| Il regno del pianeta delle scimmie            | 80% (319 recensioni) | 66 (57 recensioni) | B           |

## Riconoscimenti

### Il pianeta delle scimmie
- 1969 - Premio Oscar
  - Oscar alla carriera a John Chambers ("Onorario per il trucco")
  - Candidatura per i migliori costumi a Morton Haack
  - Candidatura per la migliore colonna sonora a Jerry Goldsmith

Nel 2001 è stato scelto per la conservazione nel National Film Registry della Biblioteca del Congresso degli Stati Uniti.

### Planet of the Apes - Il pianeta delle scimmie
- BMI Film & TV Awards 2002 (Danny Elfman)
- Bogey Awards 2001: Premio Bogey in Argento (Tim Burton)
- Hollywood Makeup Artist and Hair Stylist Guild Awards 2002: Miglior Effetti Trucco Speciali (Rick Baker, Kazuhiro Tsuji, Toni G)
- Las Vegas Film Critics Society Awards 2002: Premio Risultato Speciale: (Rick Baker per il trucco)
- Phoenix Film Critics Society Awards 2002: Miglior Trucco (Rick Baker, John Blake)
- 3 premi ai Razzie Awards 2001:
  - Peggior remake o sequel (Tim Burton)
  - Peggior attore non Protagonista (Charlton Heston)
  - Peggior attrice non protagonista (Estella Warren)
- 6 candidature ai Saturn Award 2002:
  - Miglior Costumi (Colleen Atwood)
  - Miglior Lancio DVD (Tim Burton)
  - Miglior Trucco (Rick Baker, John Blake)
  - Miglior Film Fantascientifico (Tim Burton)
  - Miglior Attore non Protagonista (Tim Roth)
  - Miglior Attrice non Protagonista (Helena Bonham Carter)
- 2 candidature ai BAFTA 2002:
  - Miglior Costumi (Colleen Atwood)
  - Miglior Trucco (Rick Baker, Toni G, Kazuhiro Tsuji)
- Candidatura ai Costume Designers Guild Awards 2002: Eccellenza nel Design dei Costumi in un Film (Colleen Atwood)
- 2 candidature agli Empire Awards 2002:
  - Miglior Attore Inglese (Tim Roth)
  - Miglior Attrice Inglese (Helena Bonham Carter)
- Candidatura al Premio Grammy 2002: Miglior Album di una Colonna Sonora per un Film Cinematografico, Televisivo o altri Media (Danny Elfman)
- 2 candidature agli MTV Movie Awards 2002:
  - Miglior Cameo (Charlton Heston)
  - Miglior Antagonista (Tim Roth)
- 2 candidature ai Motion Picture Sound Editors 2002:
  - Miglior Montaggio Sonoro - Dialoghi e ADR (Richard L. Anderson, John A. Larsen, R.J. Kizer, Michael Haight, Susan Dawes, Alan L. Nineberg)
  - Miglior Montaggio Sonoro - Effetti e Foley (Richard L. Anderson, John Murray, David A. Whittaker, Donald Flick, Marvin Walowitz, Avram D. Gold, Curt Schulkey, Ted Caplan, Dan Yale, John A. Larsen)
- Candidatura ai Phoenix Film Critics Society Awards 2002: Miglior Costumi (Colleen Atwood)
- Candidatura ai Satellite Awards 2002: Premio Satellite d'Oro: Miglior Costumi (Colleen Atwood)
- 4 candidature ai World Stunt Awards 2002: Premio Taurus:
  - Miglior Combattimento (Darryl Chan, David Rowden)
  - Miglior Stunt del Fuoco (Brycen Counts, David St. Pierre, Christopher 'Critter' Antonucci)
  - Miglior Stunt Coordinator e/o 2nd Unit Director (Andy Armstrong, Charles Croughwell)
  - Miglior Stunt Femminile (Simone Boisseree)

### L'alba del pianeta delle scimmie
- 2012 - Premio Oscar
  - Candidatura per i migliori effetti speciali a Joe Letteri, Dan Lemmon, Daniel Barret e R. Christopher White
- 2012 - Premio BAFTA
  - Candidatura per i migliori Effetti Speciali a Joe Letteri, Dan Lemmon, Daniel Barret e R. Christopher White
- 2012 - Empire Award
  - Candidatura per il miglior Film
  - Candidatura per il miglior regista a Ruper Wyatt
  - Candidatura per il miglior attore a Andy Serkis
  - Candidatura per il miglior sci-fi/fantasy
- 2011 - Satellite Award
  - Candidatura per il miglior attore non Protagonista a Andy Serkis
  - Candidatura per i migliori effetti visivi a Jeff Capotreno, Joe Letteri e R. Christopher White[57]

### Apes Revolution - Il pianeta delle scimmie
- 2015 - Premio Oscar
  - Candidatura per i migliori effetti speciali a Joe Letteri, Dan Lemmon, Daniel Barrett e Erik Winquist
- 2015 - Premio BAFTA
  - Candidatura per i migliori effetti speciali
- 2015 - Empire Awards[58]
  - Miglior attore a Andy Serkis
  - Candidatura per il miglior film
  - Candidatura per il miglior regista a Matt Reeves
  - Candidatura per il miglior sci-fi/fantasy
- 2015 - Saturn Awards[59]
  - Candidatura per il miglior film di fantascienza
  - Candidatura per il miglior attore non protagonista a Andy Serkis
  - Candidatura per il miglior attore emergente a Kodi Smit-McPhee
  - Candidatura per la miglior regia a Matt Reeves
  - Candidatura per la miglior scenografia a James Chinlund
  - Candidatura per la miglior colonna sonora a Michael Giacchino
  - Candidatura per il miglior trucco a Bill Terezakis e Lisa Love
  - Candidatura per i migliori effetti speciali a Joe Letteri, Dan Lemmon, Daniel Barrett e Erik Winquist

### The War - il pianeta delle scimmie
- 2018 - Premio Oscar[60]
  - Candidatura per i migliori effetti speciali a Joe Letteri, Daniel Barrett, Dan Lemmon e Joel Whist
- 2018 - British Academy Film Awards[61]
  - Candidatura per i migliori effetti speciali
- 2018 - Screen Actors Guild Award[62]
  - Candidatura per le migliori controfigure
- 2017 - Washington D.C. Area Film Critics Association[63]
  - Miglior performance in motion capture a Andy Serkis
- 2017 - San Diego Film Critics Society Awards[64][65]
  - Migliori effetti visivi
- 2017 - Chicago Film Critics Association[66]
  - Candidatura per la miglior colonna sonora originale a Michael Giacchino
- 2018 - Satellite Award[67][68]
  - Miglior montaggio a William Hoy e Stan Salfas
  - Candidatura per la miglior colonna sonora originale a Michael Giacchino
  - Candidatura per i migliori effetti visivi
  - Candidatura per il miglior suono
- 2018 - Critics' Choice Awards[69][70]
  - Migliori effetti visivi
  - Candidatura per il miglior film d'azione
- 2018 - Art Directors Guild Awards[71]
  - Candidatura per la miglior scenografia in un film fantastico a James Chinlund
- 2018 - VES Awards[72][73]
  - Migliori effetti visivi a Joe Letteri, Ryan Stafford, Daniel Barrett, Dan Lemmon, Joel Whist
  - Miglior personaggio animato per Cesare a Dennis Yoo, Ludovic Chailloleau, Douglas McHale, Tim Forbes
  - Migliori effetti simulati a David Caeiro Cebrián, Johnathan Nixon, Chet Leavai e Gary Boyle
  - Migliori effetti compositing a Christoph Salzmann, Robin Hollander, Ben Warner e Beck Veitch
  - Candidatura per il miglior personaggio animato per scimmia cattiva a Eteuati Tema, Aidan Martin, Florian Fernandez, Mathias Larserud
  - Candidatura per il miglior ambiente creato per la fortezza nascosta
  - Candidatura per il miglior ambiente creato per il campo di prigionia
- 2018 - Golden Reel Award[74]
  - Miglior montaggio sonoro negli effetti sonori per i dialoghi
- 2018 - Annie Award[75]
  - Miglior animazione dei personaggi in un film live-action
- 2018 - Saturn Award[76]
  - Candidatura per il miglior film di fantascienza
  - Candidatura per il miglior attore a Andy Serkis
  - Candidatura per il miglior regista a Matt Reeves
  - Candidatura per i migliori effetti speciali a Joe Letteri, Dan Lemmon, Daniel Barrett e Joel Whist

## Altri media

### Televisione
- Il pianeta delle scimmie (Planet of the Apes, 1974) - serie televisiva
- Return to the Planet of the Apes (1975-1976) - serie animata

### Fumetti
- Planet of the Apes. Adattamenti a fumetti della Marvel Comics di tutti i film, più altre storie originali.[77]

### Videogiochi
- Planet of the Apes PlayStation, PC, Game Boy (2001–2002)
- Crisis on the Planet of the Apes VR (2018)

### Action figure
In seguito alla prima trasmissione televisiva della serie di film, nel 1974 la Mego produsse una linea di action figure, su licenza della 20th Century Fox, ispirata alla saga originale de Il pianeta delle scimmie. La linea comprendeva i personaggi di Cornelius, Zira, Dr. Zaius, una scimmia soldato e un "Astronauta", più un paio di set e un cavallo telecomandato.
Il personaggio dell'Astronauta doveva inizialmente raffigurare il personaggio del film Taylor, interpretato da Charlton Heston, ma l'attore rifiutò di fornire i diritti alla Mego per lo sfruttamento della propria immagine, così la testa della figura venne rimodellata e al personaggio venne dato il generico nome di Astronauta.